# Andrij Zaporożan
Andrij Jurijowycz Zaporożan, ukr. Андрій Юрійович Запорожан (ur. 21 marca 1983 roku w Owidiopolu) – ukraiński piłkarz, grający na pozycji obrońcy, a wcześniej pomocnika.

## Kariera piłkarska
Wychowanek DJuSSz w Owidiopolu. Następnie występował w juniorskich mistrzostwach Ukrainy (DJuFL) w klubach Czornomoreć Odessa i Kniaża Szczasływe. W 2000 rozpoczął karierę piłkarską w Borysfenie Boryspol, w barwach którego 12 lipca 2003 debiutował w Wyższej lidze. Również występował w drugiej drużynie Borysfenu oraz farm klubie Boreks-Borysfen Borodzianka. Latem 2004 został wypożyczony do Dnistra Owidiopol. Na początku 2006 przeszedł do Enerhetyka Bursztyn. W styczniu 2008 jako wolny agent podpisał kontrakt z FK Ołeksandrija. Latem 2012 był na testach w Metałurhu Zaporoże, ale powrócił do PFK Oleksandria.

### Kariera reprezentacyjna
Występował w studenckiej reprezentacji Ukrainy.

## Sukcesy i odznaczenia

### Sukcesy klubowe
- wicemistrz Pierwszej Lihi: 2003
- brązowy medalista Pierwszej Lihi: 2009
- mistrz Drugiej Lihi: 2000
- zdobywca Drugiej Lihi: 2000

### Sukcesy reprezentacyjne
- mistrz Uniwersjady: 2007, 2009

### Odznaczenia
- tytuł Mistrza Sportu Klasy Międzynarodowej: 2007